# B-52-crash bij Fairchild Air Force Base

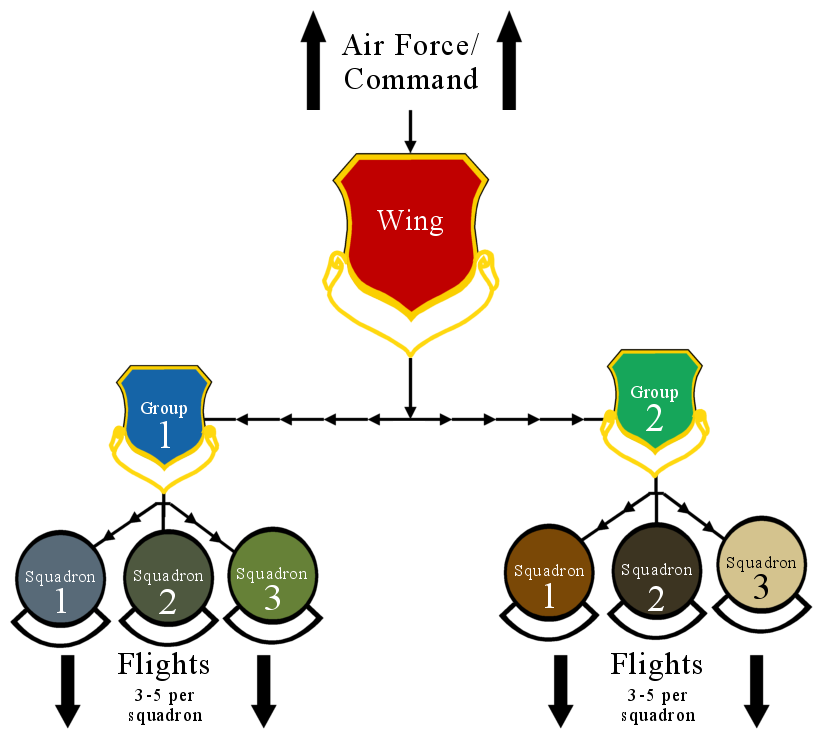
Basisstructuur van USAF-wings, groups en squadrons

Op vrijdag 24 juni 1994 stortte een Boeing B-52 Stratofortress van de US Air Force neer bij de Fairchild Air Force Base in de omgeving van Spokane, Washington, Verenigde Staten, nadat de piloot, luitenant-kolonel Arthur Holland, limieten had overschreden en de controle verloor. Het vliegtuig raakte overtrokken, viel omlaag en explodeerde waarbij de vier bemanningsleden werden gedood. De crash was vastgelegd op video en werd over de hele wereld op televisie vertoond.
Het onderzoek concludeerde dat de crash voornamelijk te wijten was aan drie oorzaken: Hollands persoonlijkheid en gedrag, de late of inadequate reacties van zijn superieuren op eerdere incidenten waarbij Holland was betrokken en de opeenvolging van gebeurtenissen tijdens de laatste vlucht van het vliegtuig. Het ongeluk wordt nu in luchtvaartopleidingen gebruikt als voorbeeld. Bij de U.S. Armed Forces wordt het gebruikt om bij veiligheidslessen het belang te benadrukken van het navolgen van veiligheidsvoorschriften en het corrigeren van degenen die zich aan overtredingen schuldig maken.

## Crash
Op 24 juni 1994 om 7.30 uur plaatselijke tijd, bereidde de bemanning van een USAF B-52 Stratofortress op Fairchild Air Force Base een demonstratievlucht voor ten behoeve van een vliegshow de volgende dag. De crew bestond uit de piloten luitenant-kolonel Arthur Holland (46 jaar oud), luitenant-kolonel Mark McGeehan (38), Robert Wolff (46), en de officier wapensystemen en navigator luitenant-kolonel Ken Huston (41). Holland was de gezagvoerder, McGeehan copiloot en Wolff observator veiligheid.
Het vluchtplan bevatte een aantal uitdagende onderdelen: laagvliegen, bochten met 60° slagzij, een steile klim en een doorstart op Fairchilds baan 23. Het was tevens de laatste vlucht van Wolff, waarbij de afscheid nemende piloot volgens traditie na de landing onthaald wordt door familie, vrienden en collega's. Daarom waren zijn vrouw en veel bekenden op de vliegbasis aanwezig toen het ongeluk gebeurde. De vrouw en twee jongste kinderen van McGeehan bekeken de vlucht vanuit hun achtertuin in de nabijheid.
De B-52 genaamd Czar 52, vertrok om 13.58 en voerde het vluchtplan grotendeels zonder problemen uit. Op weg naar de doorstart aan het eind van het oefenprogramma kreeg het vliegtuig instructie om een rondje te maken omdat een KC-135 zojuist was geland en zich nog op de baan bevond. Op een hoogte van ongeveer 70 meter vliegend vroeg Holland aan de controletoren toestemming een 360° bocht naar links te maken, wat direct werd toegestaan.
De B-52 begon de 360° bocht rond de toren toen hij ongeveer halverwege het midden van de landingsbaan vloog. Vlak achter de controletoren bevond zich een verboden vliegzone, naar verluidt wegens een nucleaire wapenopslag. Kennelijk in een poging om de verboden zone te mijden draaide Holland het vliegtuig in een extreem korte bocht waarin het toestel zeer schuin lag, de vlieghoogte van 75 m. handhavend. Na 3/4 van de cirkel volbracht te hebben werd een slagzij van 90° bereikt, het toestel viel omlaag, sneed stroomkabels door en sloeg tegen de grond. Daarbij explodeerde het en werden de vier bemanningsleden gedood. McGeehan zat in een schietstoel die hij nog activeerde maar dat was niet meer op tijd. Huston had ook een schietstoel welke hij niet meer heeft kunnen activeren.

## Onderzoek

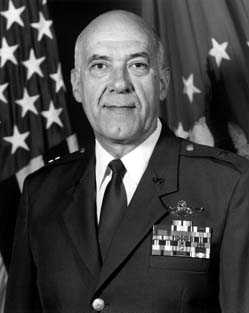
USAF Brigadier Generaal Orin L. Godsey, die het onderzoek leidde

De US Air Force stelde direct een veiligheidsonderzoek in onder leiding van haar hoofd veiligheid, Brigadier-generaal Orin L. Godsey. Het onderzoeksrapport was gereed op 10 augustus 1994. Een uiteindelijke evaluatie van het veiligheidsonderzoek werd op 31 januari 1995 uitgebracht aan het Ministerie van Defensie maar werd niet publiek gemaakt. Een onderzoek naar het ongeluk, een "AFR 110-14 onderzoek", bracht in 1995 een apart rapport uit dat wel openbaar werd gemaakt.

### Verloop van de crash
Het onderzoek toonde aan dat op het moment dat de B-52 begon aan zijn laatste bocht rond de verkeerstoren, de snelheid 182 knopen bedroeg. Hoewel Holland meer motorvermogen gaf na aan de draai te zijn begonnen, kwam zijn handeling te laat om de snelheid te kunnen handhaven omdat de motoren tot 8 seconden nodig hebben om te reageren. Hoewel alle vier bemanningsleden de beschikking hadden over een snelheidsmeter nam de snelheid voortdurend af. Acht seconden voor de impact was de snelheid afgenomen tot 145 knopen en de slagzij toegenomen tot voorbij 60°. Op dat moment gebruikte Holland of McGeehan de rechter spoiler en het rechter richtingsroer, en bracht de neus omhoog met het hoogteroer in een poging het vliegtuig uit de bocht te halen en recht te leggen. De correctie was niet op tijd, het vliegtuig kwam in een overtrek of stall terecht, in dit geval een asymmetrische overtrek. Wegens de hoek van 60° of meer bedroeg de overtreksnelheid 147 kn. De snelheid was 2 knopen te laag en er was onvoldoende hoogte om dat te herstellen. 

Turning flight stall illustrated

 Des te krapper de bocht is, des te meer lift is nodig om de optelsom van centrifugale kracht en gewicht op te heffen. Bij een asymmetrische stall raakt slechts één vleugel overtrokken, in dit geval de linker omdat die bij een linkerbocht een lagere snelheid heeft dan de rechter. Door de stall zakt de linkervleugel nog verder omlaag en is er geen controle meer.

### Hollands vlieggedrag en de reacties van zijn meerderen
Omdat al snel bleek dat van een technisch probleem geen sprake was richtte het onderzoek zich op de piloten. Personeel van de USAF verklaarde dat Holland een reputatie als "agressieve piloot" had ontwikkeld, die vaak veiligheids- en andere regels overtrad. Dit betrof onder andere het vliegen beneden minimumhoogtes en het overschrijden van slagzijlimieten en stijgingshoeken.
Een eerder incident vond plaats in 1991 toen Holland in een B-52 een cirkel draaide boven een softbalwedstrijd waarin zijn dochter meespeelde. Op een hoogte van 760 meter boven de grond begon hij de draai met 65° slagzij. De neus bleef daarbij zakken en de hoek nam toe tot 80°. Na 300 meter hoogte verloren te hebben slaagde Holland erin de controle te herkrijgen.
Tijdens een luchtshow op 19 mei 1991 op Fairchild was Holland gezagvoerder van de B-52 demonstratievlucht. Tijdens deze vlucht werden diverse veiligheidsnormen overtreden. De commandant van de basis, kolonel Arne Weinman, bekeek de vlucht samen met zijn staf maar ging kennelijk niet tot actie over.
Op 12 juli 1991 was Holland opnieuw gezagvoerder op een vlucht tijdens een ceremonie ter overdracht van het squadron-commando. Ook tijdens deze vlucht werden een aantal normen overtreden. Na afloop gaven kolonel Weinman en zijn plaatsvervanger kolonel Julich een mondelinge reprimande aan Holland, maar namen geen formele stappen.

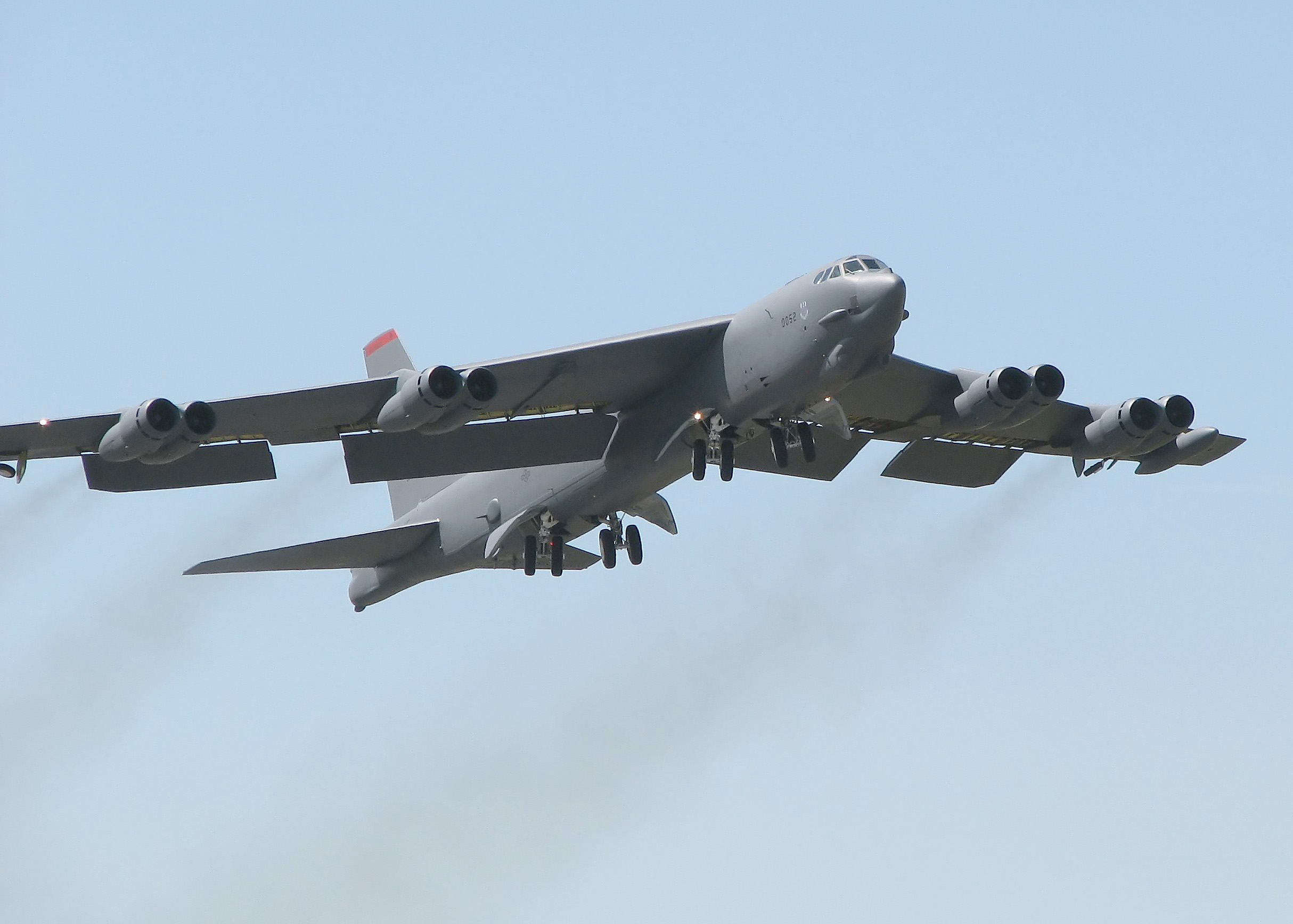
Een opstijgende B-52 met standaard pitch attitude (neus-omhoog-stand).

Tijdens de vliegshow van mei 1992 op Fairchild was Holland opnieuw gezagvoerder van de demonstratievlucht met een B-52. Ook tijdens deze vlucht werd meerdere malen een limiet overschreden of anderszins gehandeld tegen veiligheidsvoorschriften. De nieuwe commandant, kolonel Michael G. Ruotsala, ondernam geen actie. Een week later waarschuwde de nieuwe deputy, kolonel Capotosti, Holland op eigen initiatief dat bij nieuwe overtreding van de veiligheidsregels, Capotosti hem zijn vliegstatus zou ontnemen. Capotosti meldde dit echter niet schriftelijk aan Holland noch ondernam enige andere vorm van formele actie.
Ook tijdens een bombardementstraining bij Guam in de Pacific in mei 1993 waar Holland een missie van twee vliegtuigen leidde, deden zich onregelmatigheden voor. Zijn superieuren in Fairchild raakten ermee bekend maar grepen niet in."
Tijdens de vliegshow van 8 augustus 1993 op Fairchild was Holland opnieuw gezagvoerder van een B-52 demonstratievlucht. Ook nu kwamen meerdere niet-toegestane manoeuvres voor. De nieuwe commandant, Brigadier Generaal James M. Richards, en de nieuwe deputy, kolonel William E. Pellerin, waren beide getuige van de vlucht maar ondernamen geen actie.
Op 10 maart 1994 bestuurde hij een trainingsvlucht naar het oefengebied in Yakima County om een geautoriseerde filmploeg gelegenheid te geven het werpen van trainingsmunitie vast te leggen. De minimale vlieghoogte voor dat gebied bedroeg 150 meter boven de grond. Tijdens die missie werd gefilmd dat het vliegtuig van Holland een heuvelrug op een hoogte van ongeveer 10 meter passeerde. Uit vrees voor hun veiligheid stopte de cameraploeg met filmen en zocht dekking toen het vliegtuig opnieuw laag passeerde, dit keer naar schatting 1 meter boven de glooiing. De copiloot verklaarde dat hij de stuurkolom greep om te voorkomen dat Holland het vliegtuig tegen de heuvelrug zou vliegen; de beide andere crewleden riepen herhaaldelijk naar Holland dat hij moest stijgen. Deze reageerde met gelach en noemde een ander bemanningslid "a pussy".
Na die missie besloten de andere crewleden dat ze nooit meer met Holland wilden vliegen en rapporteerden het gebeuren aan de leiding. De commandant van het squadron, luitenant-kolonel Mark McGeehan, gaf het door aan Pellerin en deed de aanbeveling om Holland van zijn vliegtaken af te halen. Pellerin besprak de kwestie met Holland en gaf hem een mondelinge reprimande en de waarschuwing dit gedrag niet te herhalen, maar weigerde hem van zijn vliegtaak te halen. Ook meldde Pellerin het incident en de waarschuwing niet aan zijn superieuren die van de zaak onkundig bleven. McGeehan besloot ter bescherming van zijn bemanningen dat in het vervolg hijzelf altijd de co-piloot zou zijn als Holland gezagvoerder was. Er zijn aanwijzingen dat er na dit incident wrok heerste tussen Holland en McGeehan.

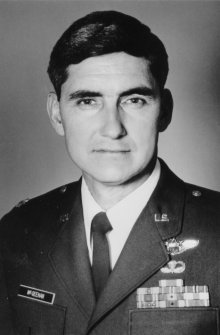
Mark McGeehan, de squadron commandant die weigerde zijn squadronleden met Holland te laten vliegen tenzij hij er zelf bij was

Bij de voorbereiding van de vliegshow van 1994 werd Holland opnieuw geselecteerd als gezagvoerder voor de vlucht met de B-52. Op 15 juni overlegde hij met de nieuwe wing commander, kolonel William Brooks, over het vluchtplan. De demonstratievlucht die daarbij door Holland werd beschreven bevatte meerdere overtredingen van de regels, zoals te schuine bochten, te laag vliegen en met de neus te steil omhoog vliegen. Brooks gaf order om geen bochten schuiner dan 45° te maken of met de neus meer dan 25° omhoog te vliegen tijdens de demonstratie. Bij de eerste oefening op 17 juni overtrad Holland regelmatig deze orders. Brooks was getuige maar ondernam geen actie. Pellerin vloog mee en verklaarde aan Brooks dat "het vluchtplan er goed uitzag; erg veilig, ruim binnen de veiligheidslimieten." De volgende trainingsvlucht op 24 juni eindigde met de crash.

### Andere factoren
Het profiel van de demonstratievlucht zoals bedacht door Holland bevatte een 360° bocht rond de verkeerstoren. Bij vorige vliegshows kwam een dergelijke manoeuvre niet voor. Tijdens de laatste vlucht voerde Holland een aantal bochten met een slagzij van 60° uit en een klim van 68° tegen de orders van Brook. Er is geen bewijs dat McGeehan of Wolff daarbij probeerden in te grijpen.
Oorspronkelijk was Pellerin ingeroosterd voor deze vlucht, net als op 17 juni. Op 24 juni was hij echter niet beschikbaar en werd hij vervangen door Wolff. Omdat dit kort tevoren gebeurde was Wolff niet aanwezig bij de briefing voor de vlucht en kwam pas aan boord toen de motoren waren gestart. Wolff kende het vluchtplan niet en had niet de kans bezwaren te maken vóór de start.
Alle crewleden hadden in de maanden voor de crash slechts beperkte tijd gevlogen. De crew had kennelijk niet in de gaten dat het vliegtuig overtrokken raakte omdat ze niet bijtijds de normale maatregelen namen om dit te voorkomen of eruit te komen. Het onderzoeksrapport gaf echter ook aan dat indien ze dat wel hadden gedaan, het vliegtuig waarschijnlijk te laag vloog om nog te kunnen herstellen.
Op 20 juni, vier dagen voor het ongeluk, pleegde een emotioneel gestoorde ex-USAF-onderhoudsmonteur een aanslag in het ziekenhuis van Fairchild. Hij schoot vijf mensen dood en verwondde vele anderen voordat hij werd gedood door een politieman van de Air Force Security. Deze gebeurtenis zorgde voor verbijstering onder het personeel van de basis.

### Conclusies
In het onderzoek naar het ongeluk werd geconcludeerd dat de crash voornamelijk was toe te schrijven aan Hollands persoonlijkheid en gedrag, de niet adequate reacties van USAF-leiders op eerdere incidenten waarbij Holland betrokken was en de opeenvolging van gebeurtenissen en reacties daarop van de crew tijdens het laatste deel van de vlucht. Het door Holland niet in acht nemen van procedures en limieten die een veilig gebruik van de B-52 regelen en de afwezigheid van ferme en consistente correcties door zijn superieuren deden Holland geloven dat hij de vlucht op onveilige wijze kon uitvoeren, uitmondend in een langzame 360° bocht in zeer schuine stand rond de verkeerstoren.
Andere omgevingsfactoren zoals het opnemen van een nieuwe manoeuvre (360° bocht) in de luchtshow, onvoldoende betrokkenheid van kolonel Wolff voor de vlucht, en de beroering door het schietincident vier dagen eerder, gecombineerd met Hollands onveilige vlieggedrag leidden tot omstandigheden die de crash in de hand werkten.

## Nasleep
Op 15 mei 1995 bekende Pellerin schuldig te zijn tegenover een militaire rechtbank van de US Air Force aan twee aanklachten van plichtsverzuim die bijdroegen aan de crash. Hij werd veroordeeld tot een korting van $1500 op zijn maandsalaris gedurende 5 maanden en kreeg een schriftelijke reprimande. De USAF maakte niet openbaar of nog andere officieren die op enige wijze bij de crash betrokken waren, een disciplinaire of administratieve maatregel ontvingen. Critici van USAF's veiligheidsstatistieken verklaarden dat dit ongeluk een voorbeeld was van een patroon van problemen gerelateerd aan het invoeren van veiligheidsprocedures bij USAF.
Het feit dat dit ongeluk gebeurde betekende dat in dit geval de bestaande veiligheidsregels en de handhaving ervan ernstig was tekortgeschoten. Om het belang van navolging van de regels te benadrukken en overtredingen altijd te corrigeren verspreidde de USAF de resultaten van het onderzoek snel door de organisatie. Dit kon niet voorkomen dat 16 jaar later een nogal gelijksoortig ongeluk gebeurde toen een C-17 transportvliegtuig kort na het opstijgen van Elmendorf Air Force Base in Alaska neerstortte.